# Christine Boisson
Christine Boisson (Salon-de-Provence, 8 aprile 1956 – Parigi, 21 ottobre 2024) è stata un'attrice francese.

## Biografia
Il suo esordio nel cinema avvenne dopo essersi presentata ad una agenzia per modelle nel 1974: a Just Jaeckin piacquero le sue foto, e così ottenne una parte nel film Emmanuelle interpretato da Sylvia Kristel, in cui interpretò una adolescente che succhia un lecca-lecca e si masturba su una foto di Paul Newman.
Nel 1977 iniziò a studiare recitazione presso il Conservatorio Superiore Nazionale di arte drammatica. Inoltre frequentò il corso all'Atelier Blanche Salant. Maturò una grande esperienza in teatro ed iniziò a lavorare con registi importanti del loro tempo, anche se i loro film artisticamente rispettabili non ebbero un grande successo commerciale. Nel 1977 fece il suo debutto sul palcoscenico con Il gabbiano di Anton Čechov diretto da Bruno Bayen. Nel 1984 fu la prima a ricevere il Premio Romy Schneider per l'interpretazione di Manu in Rue Barbare di Gilles Béhat.
Nel resto della sua carriera, continuò ad andare in scena regolarmente, in alternanza con il teatro, con registi del calibro di Philippe Garrel in Libertà, di notte, Gilles Béhat in Rue Barbare, Yves Boisset in Radio Raven, Claude Lelouch, Olivier Assayas, Elie Chouraqui in La Marmotta, Jane Birkin, Jonathan Demme in The Truth About Charlie e con Maïwenn Le Besco in Le giovani attrici ed Eric Valette in A stato vicenda. Nel 1990 fu la presidente della camera d'oro al Festival di Cannes. Negli anni 2000 trovò un posto in televisione nella serie Reporters, mentre nel 2005 fu protagonista di Viol di Botho Strauss (basato sul Tito Andronico di Shakespeare), per la regia di Luc Bondy.

## Filmografia

### Cinema
- La Bonne Nouvelle, regia di André Weinfeld - cortometraggio (1974)
- Emmanuelle, regia di Just Jaeckin (1974)
- Il montone infuriato (Mouton enragé), regia di Michel Deville (1974) - non accreditata
- Thomas, regia di Jean-François Dion (1975)
- Giochi di fuoco (Le jeu avec le feu), regia di Alain Robbe-Grillet (1975)
- Divine, regia di Dominique Delouche (1975)
- Adom ou le sang d'Abel, regia di Gérard Myriam Benhamou (1975)
- Flic Story, regia di Jacques Deray (1975)
- Extérieur, nuit, regia di Jacques Bral (1980)
- Seuls, regia di Francis Reusser (1980)
- Du blues dans la tête, regia di Hervé Palud (1980)
- La Chanson du mal aimé, regia di Claude Weisz (1980) - inedito
- Identificazione di una donna, regia di Michelangelo Antonioni (1982)
- Les ailes de la nuit, regia di Hans Noever e Ursual Jeshel (1982) - inedito
- Liberté la nuit, regia di Philippe Garrel (1984)
- Rue barbare, regia di Gilles Béhat (1984)
- Paris vu par… 20 ans après, regia di Philippe Garrel (1984)
- L'Aube, regia di Miklós Jancsó (1986)
- Rue du départ, regia di Tony Gatlif (1986)
- Il passaggio (Le Passage), regia di René Manzor (1986)
- Le Moine et la Sorcière, regia di Suzanne Schiffman (1987)
- Jenatsch, regia di Daniel Schmid (1987)
- Dreamers (Once We Were Dreamers), regia di Uri Barbash (1987)
- La Maison de Jeanne, regia di Magali Clément (1988)
- Radio corbeau, regia di Yves Boisset (1989)
- Un amour de trop, regia di Frank Landron (1990)
- Il y a des jours et des lunes, regia di Claude Lelouch (1990)
- Caldo soffocante, regia di Giovanna Gagliardo (1991)
- Les Amies de ma femme, regia di Didier Van Cauwelaert (1992)
- Nuova vita (Une nouvelle vie), regia di Olivier Assayas (1993)
- Les Marmottes, regia di Élie Chouraqui (1993)
- Pas très catholique, regia di Tonie Marshall (1994)
- L'Homme idéal, regia di Xavier Gélin (1997)
- Love Me, regia di Laetitia Masson (2000)
- En face, regia di Mathias Ledoux (2000)
- In extremis, regia di Étienne Faure (2000)
- La Mécanique des femmes, regia di Jérôme De Missolz (2000)
- The Truth About Charlie, regia di Jonathan Demme (2002)
- J'ai rêvé sous l'eau, regia di Hormoz (2008)
- Le Bal des actrices, regia di Maïwenn Le Besco (2009)
- Une affaire d'État, regia di Éric Valette (2009)
- Kataï, regia di Claire Doyon (2010)

### Televisione
- La Digue, regia di Jeanne Labrune – film TV (1984)
- Meurtres pour mémoire, regia di Laurent Heynemann (1985)
- Jean Moulin, regia di Yves Boisset (2002)
- Procès de famille, regia di Alain Tasma (2003)
- Maigret et l'ombre chinoise, regia di Charles Nemes (2003)
- Nous nous sommes tant haïs, regia di Frank Apprédéris (2006)
- Reporters, regia di Catherine Alfonsi (2009)

## Teatro (parziale)
- Les Fruits d'Or di Nathalie Sarraute, regia di Claude Risac (1975)
- Marie Tudor di Victor Hugo, regia di Denise Chalem (1977)
- Il gabbiano di Anton Čechov, regia di Pierre Vial (1977)
- Lorenzaccio di Alfred de Musset, regia di Otomar Krejča (1979)
- Par les villages di Peter Handke, regia di Claude Régy (1983)
- Andromaca di Jean Racine, regia di Roger Planchon (1989)

## Riconoscimenti
- Premio Romy Schneider
  - 1984 – Vinto